# Marston Magna
Marston Magna is een civil parish in het bestuurlijke gebied South Somerset, in het Engelse graafschap Somerset met 523 inwoners.